# Гилмор, Вирджиния
Вирджиния Гилмор (англ. Virginia Gilmore), имя при рождении Шерман Вирджиния Пул (англ. Sherman Virginia Poole; 26 июля 1919 — 28 марта 1986) — американская актриса театра, кино и телевидения 1940—1960-х годов.
За время своей карьеры Гилмор сыграла в восемнадцати фильмах, среди которых «Болотная вода» (1941), «Вестерн Юнион» (1941), «Высокий, тёмный и красивый» (1941), «Гордость янки» (1942), «Жёны оркестрантов» (1942), «Берлинский корреспондент» (1942), «Четники!» (1943), «Чудо-человек» (1945), «Крупный план» (1948) и «К востоку на Бикон» (1952).
Гилмор также известная работами на бродвейской сцене, в частности, исполнение заглавной роли в хитовой комедии «Дорогая Рут» (1944—1946).

## Ранние годы и начала карьеры
Вирджиния Гилмор, имя при рождении Шерман Вирджиния Пул, родилась 26 июля 1919 года в Эль Монте, Калифорния, США. Её отец был офицером Британской армии, который после выхода в отставку поселился в Калифорнии. Родители развелись, когда Вирджиния была ещё маленькой. Позднее она сменила фамилию отца на фамилию своего отчима Гилмор. Она училась в католической школе Непорочного сердца в Голливуде, пока в подростковом возрасте вместе с семьёй не переехала в город Берлингейм (англ. Burlingame) недалеко от Сан-Франциско. В 15-летнем возрасте Вирджиния дебютировала на сцене в спектакле театра в Сан-Франциско, а в 16 лет играла в театре в соседнем Монтерее.
Её игра в театре в Сан-Франциско в конце концов привлекла внимание продюсера Сэмюэля Голдвина, который подписал с Гилмор семилетний контракт на 550 долларов в неделю.

## Карьера в кинематографе
В 1939 году после короткой, но успешной карьеры на сцене в Сан-Франциско 20-летняя Гилмор приехала в Лос-Анджелес. В 1939 году Гилмор дебютировала на экране в единственном фильме, романтической комедии продюсерской компании Уолтера Вангера «Зимний карнавал» (1939) с Энн Шеридан в главной роли. В списке актёров Гилмор была указана восьмой в роли студентки Дартмутского колледжа.

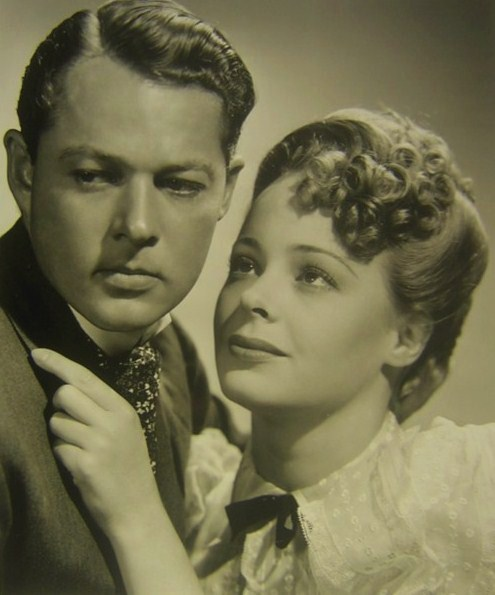
Уильям Генри и Вирджиния Гилмор в фильме «Дженни» (1940)

В 1940 году Гилмор сыграла главные женские роли в трёх малобюджетных фильмах категории В, среди которых мелодрама студии RKO Radio Pictures с Тимом Холтом «Лэдди» (1940), романтическая мелодрама Twentieth Century Fox «Дженни» (1940), где её партнёрами были Уильям Генри и Джордж Монтгомери, и мелодрама Fox с Робертом Стерлингом «Сердцебиение Манхэттена» (1940). В том же году студия Twentieth Century Fox подписала с ней контракт, по которому она проработала следующие два года.

В 1941 году у Гилмор было четыре картины, две из которых относятся к её лучшим. После удачно сыгранной заглавной роли в фильме «Дженни» Fox дала Гилмор главную женскую роль в статусной криминальной комедии о благородном преступнике «Высокий, тёмный и красивый» (1941), где её партнёром был популярный актёр Сизар Ромеро. Фильм был номинирован на «Оскар» за лучший сценарий. В том же году студия выпустила вестерн признанного режиссёра режиссёра Фрица Ланга по роману Зейна Грея «Вестерн Юнион» (1941), где Гилмор была предметом любовного соперничества между главными героями картины, которых сыграли Роберт Янг и Рэндольф Скотт. Обозреватель «Нью-Йорк Таймс» Босли Краузер отметил «отличный актёрский состав» картины, упомянув среди прочих и Гилмор в роли «ненавязчивого любовного интереса». 

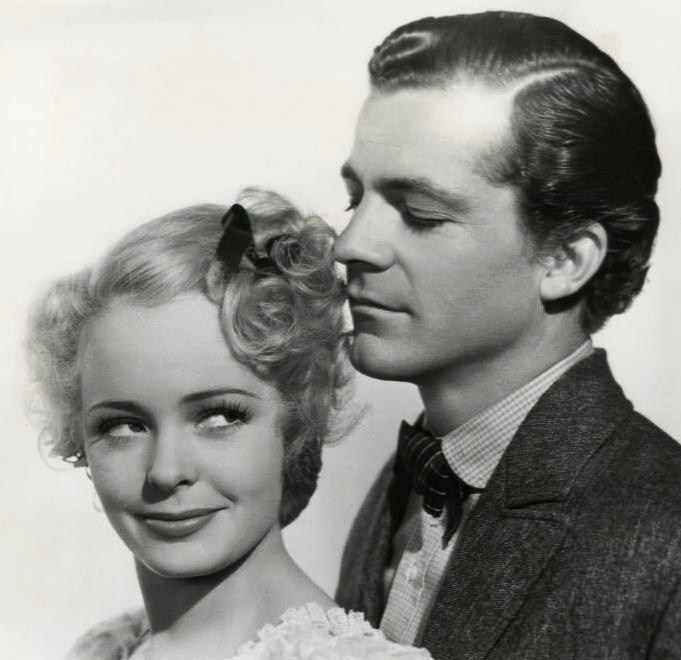
Вирджиния Гилмор и Дэна Эндрюс в фильме «Болотная вода» (1941)

Также на Fox вышла детективная мелодрама режиссёра Жана Ренуара «Болотная вода» (1941) с Уолтером Бреннаном и Уолтером Хьюстоном, где Гилмор сыграла одну из своих лучших отрицательных ролей, а также низкобюджетный детектив студии Republic Pictures «Мистер окружной прокурор в деле Картера» (1941), где Гилмор сыграла журналистку и возлюбленную заглавного героя (Джеймс Эллисон), которая помогает вести ему расследование.

Вероятно, наиболее заметным фильмом с участием Гилмор в 1942 году стала спортивно-биографическая лента студии Fox «Гордость янки» (1942) с Гэри Купером в роли знаменитого бейсболиста Лу Герига. Фильм получил «Оскар» за лучший монтаж и ещё 10 номинаций на «Оскар», в том числе, в таких категориях, как лучший фильм, лучшая операторская работа и лучшая игра актёров в главных ролях, которые достались Куперу и Терезе Райт. В том же году вышла музыкальная мелодрама «Жёны оркестрантов» (1942) с участием оркестра Гленна Миллера и группы голливудских звёзд в ролях жён и подруг музыкантов, среди которых наряду с Кэрол Лэндис, Линн Бари и Энн Разерфорд была и Гилмор. Гилмор также сыграла главные женские роли в нескольких менее дорогих картинах студии Fox. Так, в триллере военного времени «Берлинский корреспондент» (1942) Гилмор предстала в образе нацистского агента, которую в Берлине направляют шпионить за американским радиожурналистом (Дэна Эндрюс), и с которым у неё в итоге начинается роман. 

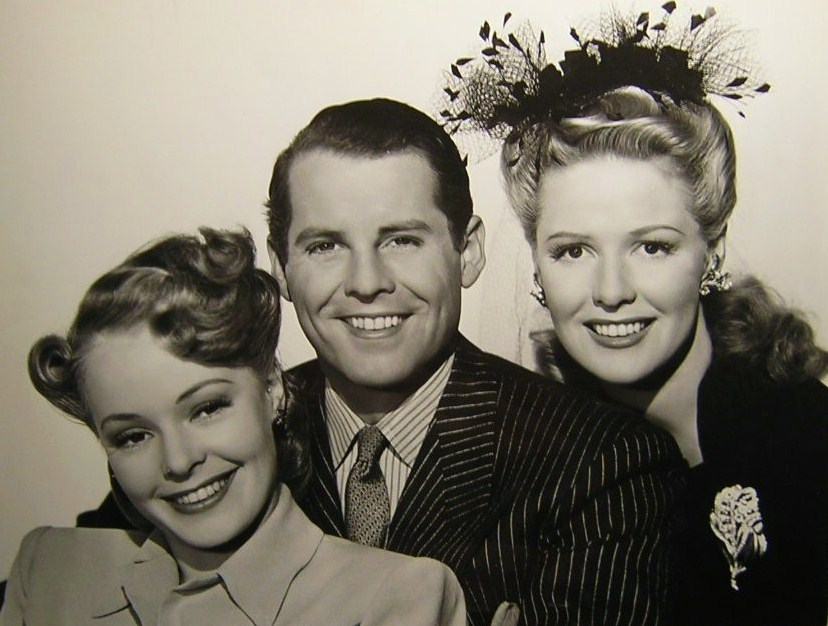
Рекламное фото к фильму «Та другая женщина» (1942). Слева направо: Вирджиния Гилмор, Джеймс Эллисон и Дженис Картер

В биографическом фильме «Возлюбленные Эдгара Аллана По» (1942) Гилмор сыграла первую возлюбленную известного писателя (его роль исполнил Шепперд Страдвик), память о которой он хранил всю жизнь и которая стала источником его вдохновения. Гилмор также снялась в главных ролях в романтической комедии «Та другая женщина» (1942) и вестерне «Закатный Джим» (1942).
В 1943 году Гилмор сыграла заметную роль второго плана в своём единственном фильме, военной драме Fox «Четники!» (1943), после чего завершила контракт с Fox и перебралась на Бродвей, лишь изредка возвращаясь в Голливуд. До конца кинокарьеры Гилмор сыграла лишь в трёх фильмах. У неё была роль второго плана в музыкальной комедии с Дэнни Кеем «Чудо-человек» (1945), которая вышла на студии Сэмюэла Голвдина, Ещё три года спустя она сыграла главную женскую роль в малобюджетном фильме нуар студии Eagle-Lion Films «Крупный план» (1948) и ещё четыре года спустя — в шпионском фильме нуар с Джорджем Мерфи «К востоку на Бикон» (1952) она исполнила роль действующей под прикрытием сотрудницы советской разведки в США. Это была последняя киноработа Гилмор.

## Бродвейская карьера
В 1943 году после съёмок в фильме «Четники!» Гилмор уехала в Нью-Йорк, где в июне-августе играла на Бродвее главную роль в спектакле «Эти очаровательные юные прелести», который выдержал 53 представления. До конца года Гилмор сыграла также в недолговечной бродвейской комедии «Мир полон девушек» (1943). В 1944—1946 годах Гилмор играла заглавную роль в чрезвычайно успешной комедии «Дорогая Рут», которая выдержала на Бродвее 680 представлений. Эта роль, вероятно, стала лучшей в карьере Гилмор. Однако, в одноимённом фильме, который вышел в 1947 году на студии Paramount Pictures, роль Рут досталась Джоан Колфилд.
В 1946 году Гилмор сыграла в спектакле по пьесе Максвелла Андерсона «Кафе для дальнобойщиков» (1946), в котором Марлон Брандо впервые обратил на себя серьёзное внимание. Тем не менее, спектакль был закрыт после всего 13 представлений. После этого Гилмор сыграла на Бродвее ещё в трёх спектаклях — недолговечной комедии «Сероглазые люди» (1952) и успешной комедии «Выбор критика» (1960—1961) с Генри Фондой, которая выдержала 189 представлений.

## Карьера на телевидении
В период с 1948 по 1964 год Гилмор сыграла гостевые роли в 29 эпизодах 25 различных телесериалов, среди которых «Телевизионный театр „Крафт“» (1948), «Театр у камина» (1949), где она сыграла с мужем Юлом Бриннером, «Часы» (1949), «Театр „Колгейт“» (1950), «Театр музыкальной комедии» (1950), «Телетеатр Сомерсета Моэма» (1950), «Театр звёздного света» (1950—1951), «Бродвейский телетеатр» (1952), «Доктор» (1953), «Сеть» (1953), «Маска» (1954), «Час „Юнайтед Стейтс стил“» (1961), «Защитники» (1963) и «Медсёстры» (1962—1964). После этого Гилмор единственный раз появилась на телевидении в небольшой роли в телефильме «Братство колокола» (1970), который стал её последней актёрской работой.

## Актёрское амплуа и оценка творчества
По словам историка кино Гэри Брамбурга, Гилмор была «красивой, длинноногой актрисой с хорошей актёрской подготовкой», у которой было успешное начало кинокарьеры в первой половине 1940-х годов, когда она получала значимые роли второго плана в фильмах категории А, таких как «Вестерн Юнион» (1941), «Болотная вода» (1941), «Гордость янки» (1942) и «Чудо-человек» (1945). Одновременно она сыграла главные роли в серии фильмов категории В, таких как «Дженни» (1940), «Лэдди» (1940), «Высокий, тёмный и красивый» (1941), «Берлинский корреспондент» (1942), «Эта другая женщина» (1942) и «К востоку на Бикон» (1952).. По мнению Брамбурга, «ее лучшие роли, как правило, были отрицательными по своей природе, вплоть до восхитительно стервозных и зловредных».
Во второй половине 1940-х годов Гилмор зарекомендовала себя на Бродвее как признанная театральная актриса.

## Прочая деятельность
В 1950-е годы жизнь и карьера Гилмор была подорвана эмоциональными потрясениями и проблемами с алкоголем. После излечения от алкоголизма в 1960-е годы она посвящала значительную часть своего времени помощи другим и была главным спикером общества «Анонимные алкоголики».
В 1966—1968 годах лет Гилмор преподавала драматическое искусство в Йельском университете.
В последующие годы Гилмор проявила интерес к зоологии и прослушала соответствующий курс в Калифорнийском университете, а также окончила Венский университет по специальности цитология.

## Личная жизнь

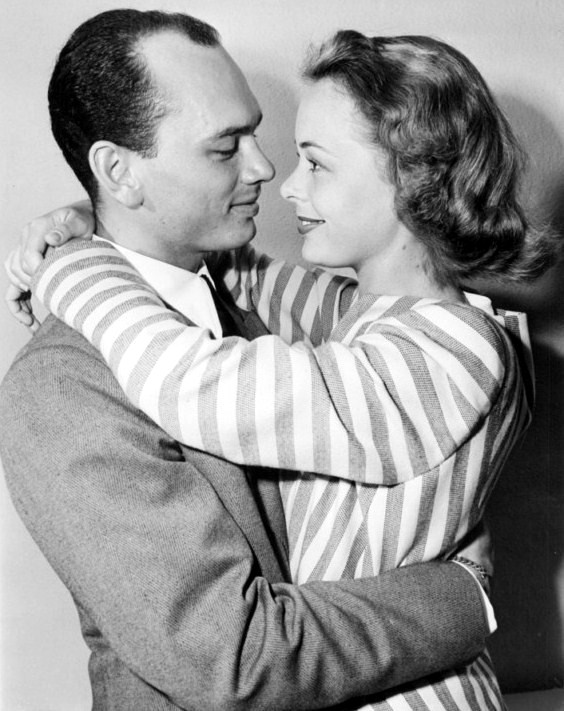
Юл Бриннер и Вирджиния Гилмор (1944)

В 1944 году Гилмор вышла замуж за Юла Бриннера, с которым познакомилась в том же году во время съёмок на нью-йоркском телевидении. В 1946 году у пары родился сын Юл «Рок» Бриннер. В 1949 году Вирджиния вместе с мужем сыграла в одном из эпизодов телесериала «Театр у камина». В 1960 году Гилмор и Бриннер развелись.
В 1989 году сын опубликовал биографию своего отца «Юл, человек, который хотел быть королём» (англ. Yul: The Man who Would be King: a Memoir of Father and Son), в которой описал бурные отношения отца и матери.

## Смерть
Вирджиния Гилмор умерла 28 марта 1986 года в своём доме в Санта-Барбаре, Калифорния, от эмфиземы лёгких. Ей было 66 лет.. У неё остался сын Рок Бриннер.

## Фильмография
| Год       |   | Русское название                        | Оригинальное название                    | Роль                                                  |
| --------- | - | --------------------------------------- | ---------------------------------------- | ----------------------------------------------------- |
| 1939      | ф | Зимний карнавал                         | Winter Carnival                          | Марджи Стаффорд                                       |
| 1940      | ф | Дженни                                  | Jennie                                   | Дженни Коллинс                                        |
| 1940      | ф | Лэдди                                   | Laddie                                   | Памела Прайор                                         |
| 1940      | ф | Сердцебиение Манхэттена                 | Manhattan Heartbeat                      | Лотти Хэйли                                           |
| 1941      | ф | Болотная вода                           | Swamp Water                              | Мейбел Маккензи                                       |
| 1941      | ф | Высокий, черный, красивый               | Tall, Dark and Handsome                  | Джуди Миллер                                          |
| 1941      | ф | Вестерн Юнион                           | Western Union                            | Сью Крейтон                                           |
| 1941      | ф | Мистер окружной прокурор в деле Картера | Mr. District Attorney in the Carter Case | Терри Паркер                                          |
| 1942      | ф | Берлинский корреспондент                | Berlin Correspondent                     | Карен Хойен                                           |
| 1942      | ф | Возлюбленные Эдгара Аллана По           | The Loves of Edgar Allan Poe             | Элмира Ройстер                                        |
| 1942      | ф | Жены оркестрантов                       | Orchestra Wives                          | Элзи                                                  |
| 1942      | ф | Гордость янки                           | The Pride of the Yankees                 | Майра                                                 |
| 1942      | ф | Закатный Джим                           | Sundown Jim                              | Тони Блэк                                             |
| 1942      | ф | Эта другая женщина                      | That Other Woman                         | Эмили Борден                                          |
| 1943      | ф | Четники!                                | Chetniks                                 | Наталия                                               |
| 1945      | ф | Чудо-человек                            | Wonder Man                               | подружка моряка                                       |
| 1948      | ф | Крупный план                            | Close-Up                                 | Пегги Лейк                                            |
| 1948      | с | Телевизионный театр «Крафта»            | Kraft Television Theatre                 | (2 эпизода)                                           |
| 1949      | с | Часы                                    | The Clock                                | (1 эпизод)                                            |
| 1949      | с | Театр у камина                          | Fireside Theatre                         | (1 эпизод)                                            |
| 1950      | с | Телетеатр Сомерсета Моэма               | Somerset Maugham TV Theatre              | (1 эпизод)                                            |
| 1950      | с | Театр музыкальной комедии               | Musical Comedy Time                      | Натали (1 эпизод)                                     |
| 1950      | с | Театр «Колгейт»                         | Colgate Theatre                          | (1 эпизод)                                            |
| 1950      | с | Телевизионный театр «Филко»             | The Philco Television Playhouse          | (1 эпизод)                                            |
| 1950      | с | Первая студия                           | Studio One                               | Хэйла Трой (1 эпизод)                                 |
| 1950—1951 | с | Театр звёздного света                   | Starlight Theatre                        | (2 эпизода)                                           |
| 1951      | с | Отбой                                   | Lights Out                               | (1 эпизод)                                            |
| 1951      | с | Час театра «Форда»                      | The Ford Theatre Hour                    | (1 эпизод)                                            |
| 1951      | с | Саспенс                                 | Suspense                                 | Кора Мейби (1 эпизод)                                 |
| 1951      | с | Опасность                               | Danger                                   | (1 эпизод)                                            |
| 1951      | с | Семейный театр «Пруденшиал»             | The Prudential Family Playhouse          | Вирджиния Буш (1 эпизод)                              |
| 1952      | ф | К востоку на Бикон                      | Walk East on Beacon!                     | Милли Заленко / Тереза Хеннинг                        |
| 1952      | с | Бродвейский телевизионный театр         | Broadway Television Theatre              | (2 эпизода)                                           |
| 1952      | с | Сказки завтрашнего дня                  | Tales of Tomorrow                        | (1 эпизод, в титрах не указана)                       |
| 1953      | с | Сеть                                    | The Web                                  | (1 эпизод)                                            |
| 1953      | с | Доктор                                  | The Doctor                               | (1 эпизод)                                            |
| 1954      | с | Маска                                   | The Mask                                 | (1 эпизод)                                            |
| 1954      | с | Театр «Медальон»                        | Medallion Theatre                        | (1 эпизод)                                            |
| 1962—1964 | с | Медсестры                               | The Nurses                               | разные роли (2 эпизода)                               |
| 1961      | с | Час «Юнайтед Стейтс Стил»               | The United States Steel Hour             | Мелба Уордлоу (1 эпизод)                              |
| 1963      | с | Защитники                               | The Defenders                            | Лора Фуллер (1 эпизод)                                |
| 1970      | ф | Братство колокола                       | The Brotherhood of the Bell              | женщина-антисемитка в аудитории (в титрах не указана) |